# Peter Roleff
Peter Roleff (* 18. Dezember 1906 in Quadrath-Ichendorf; † 21. März 1994 in Neubeuern) war ein deutscher Balletttänzer, Choreograf und Tanzpädagoge.

## Biografie

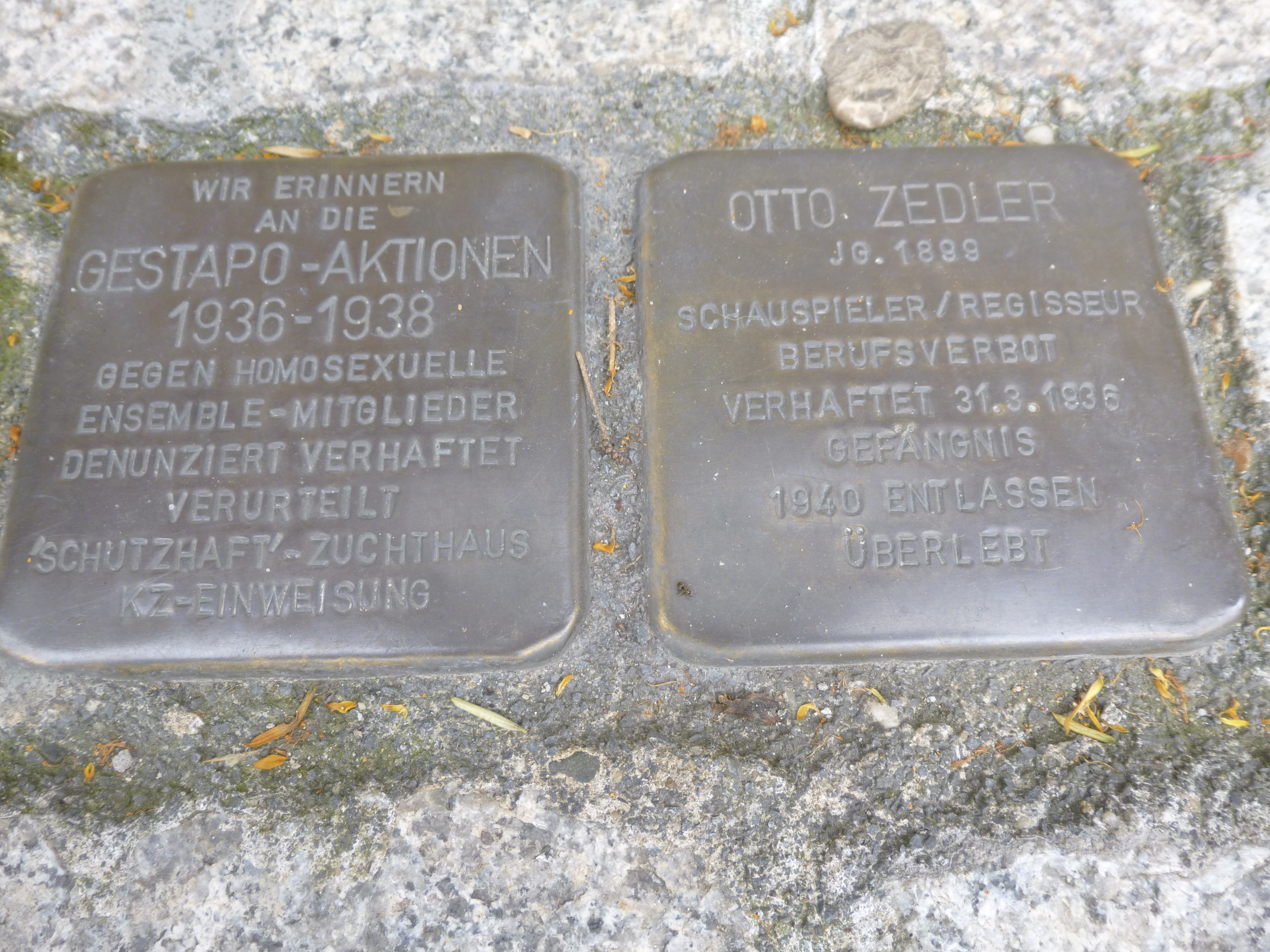
Stolpersteine beim Grillo-Theater Essen zur Erinnerung an die Verfolgung

Peter Roleff studierte bei Victor Gsovsky und Berthold Schmid in Berlin. Er debütierte als Tänzer bei Lizzie Maudrik an der Städtischen Oper Berlin und ging anschließend an die Theater in Augsburg (1931) und Essen (1932). Seit 1935 arbeitete er freischaffend als Choreograf und Ballettpädagoge in Berlin.
In der Zeit des Nationalsozialismus wurde Roleff am 23. März 1936 als Homosexueller wegen Vergehens gegen den Paragraph 175 verhaftet und am 25. September 1936 vom Landgericht Essen zu zwei Jahren Haft verurteilt.
Nach dem Krieg wirkte Roleff in der Spielzeit 1946/47 als Ballettmeister und Solist am Theater Wiesbaden, dann freischaffend in Köln und als Leiter des Kölner Tanzbrunnen-Balletts von 1948 bis 1951. Anschließend war er 1951–53 Ballettmeister an den Theatern in Bonn und 1953–56 in Bielefeld. Hier choreographierte er die Uraufführungen von Bernd Alois Zimmermanns Kontraste und Alagoana (1954).
1956 gründete Roleff mit dem Solotänzer Karl-Heinz King eine eigene, heute noch unter dem Namen „Ballettakademie Roleff-King“ existierende Ballettschule in München.
Peter Roleff wirkte in den Filmen Der Kongreß tanzt, Kleider machen Leute und Die Post geht ab mit. Sein Ballett Diana Sorpresa (Musik Harald Banter) wurde 1960 im Deutschen Fernsehen gesendet. Roleffs Nachlass befindet sich im Deutschen Tanzarchiv Köln.